# Los Ruices
Los Ruices es una de las pedanías más alejadas de Requena, ya en el límite con el término municipal de Venta del Moro. Esta aldea se sitúa en un punto casi equidistante de Venta del Moro (a 10 kilómetros), Utiel (a 14 kilómetros) y Requena, a 18 kilómetros. 
De todas formas, los habitantes de Los Ruices se sienten requenenses no solo por derecho, sino porque muchos de ellos tienen una vivienda en Requena, que se convierte en lugar de residencia principal durante buena parte del año. Son algo más de 50 los habitantes censados en Los Ruices, aunque en los meses de invierno no son más de 12 o 14 los que duermen en la aldea. Del resto, una buena parte viene durante el día a trabajar las viñas.
A pesar del escaso número de habitantes empadronados, en esta aldea pasa como en la mayoría de las del término municipal de Requena: prácticamente no hay ninguna casa abandonada, e incluso continúa viniendo gente de fuera preguntando si hay alguna vivienda en venta. En los meses de verano Los Ruices se vuelve a llenar de gente que busca tranquilidad y descanso.
También cuenta el que tengan una piscina sensacional
, con zona arbolada de césped. La piscina se construyó ya hace unos cuantos años gracias a las aportaciones de un grupo de socios.

## Historia
El topónimo de Los Ruices viene por la familia Ruiz Ramírez, dueña de una heredad en esta partida hacia 1765. Juan Piqueras Haba, la describe en “Geografía de Requena-Utiel”, como formada por varias manzanas irregulares de casas y corrales, "sin haber llegado apenas a formar verdaderas calles".
La principal y casi única fuente de actividad en Los Ruices es el vino, con algo más de 1.400 hectáreas de viñedo. La cooperativa principal es la de Nuestra Señora del Milagro, con unos 120 socios, aunque hace algún tiempo se creó una segunda, la Cooperativa de Viticultores de Los Marcos, con una veintena de socios. Prácticamente todos los viticultores se han beneficiado de la puesta en marcha de la nueva infraestructura de riego ejecutada por el Ministerio de Agricultura.
La balsa de la que se nutre todo el sistema está a pocos kilómetros de El Derramador, ya que los pozos de captación se tuvieron que hacer en esta zona (los pozos que hay en Los Ruices dan un agua salobre, no apta para las viñas). El riego se realiza por goteo, por lo que el consumo de agua es escaso, comparado con otros cultivos.

## Fiestas y sitios de interés
En cuanto a las fiestas, se celebran el uno de mayo, día de la patrona, Nuestra Señora del Milagro.
Alrededor de Los Ruices hay varios pequeños caseríos, todos ellos abandonados y semiderruidos: el Molino del Risco, La Casa Sancho y La Cornudilla. En este último lugar hay también una pequeña área de recreo, y también una casa en la que algunos se empeñan en que han ocurrido fenómenos paranormales, del tipo de ruidos de extraña procedencia. Estos supuestos fenómenos aparecen de vez en cuando en los medios de comunicación, para dar un toque de misterio al pequeño y abandonado caserío de La Cornudilla.
- Datos: Q21004023
- Multimedia: Los Ruices / Q21004023

https://www.requena.es/pagina/ruices